# Jonathan Stroud
Jonathan Stroud (Bedford, 27 ottobre 1970) è uno scrittore britannico, autore di libri fantasy.

## Biografia
Nato nel 1970 a Bedford, Inghilterra, Jonathan Stroud ha iniziato a scrivere le sue prime storie all'età di sette anni.
Dopo aver completato gli studi di letteratura inglese all'università di York ha iniziato la sua carriera in una casa editrice di Londra dove ha lavorato come curatore di libri per bambini. Negli anni novanta ha iniziato a pubblicare i suoi lavori e ha avuto rapidamente successo.
Nel maggio 1999, Jonathan ha dato alle stampe il suo primo romanzo per bambini, Buried Fire, il primo di una lunga serie di libri fantasy/mitologici per bambini.
Tra i suoi libri più importanti c'è la Tetralogia di Bartimeus. Una caratteristica di questi romanzi confrontati ad altri del loro genere è il modo in cui Stroud gioca con gli stereotipi del "buon mago" e del "demone cattivo" quando il sarcastico ed egocentrico jinn Bartimaeus descrive un mondo moderno governato da maghi corrotti.
I libri della serie sono L'amuleto di Samarcanda (titolo originale The Amulet of Samarkand) pubblicato in Italia nel 2004, L'occhio del golem (The Golem's Eye) pubblicato in Italia nel 2005 e La porta di Tolomeo (Ptolemy's Gate) pubblicato in Italia nel maggio 2006.
Nel 2011 è stato pubblicato in Italia L'anello di Salomone (The Ring of Solomon), il prequel degli eventi narrati nei primi tre libri.
Stroud vive a St Albans, Hertfordshire, con i due figli, Isabelle e Arthur e la moglie Gina, illustratrice di libri per bambini.

## Opere

### Opere Singole
- Justin Credible’s Word Play World (1994)
- The Lost Treasure of Captain Blood (1996)
- The Viking Saga of Harri Bristlebeard (1997)
- The Hare and the Tortoise (1998)
- Walking through the Jungle (1998)
- The Little Red Car (1999)
- Alfie's Big Adventure (1999)
- Word Puzzles (1999)
- Buried Fire (1999), Miramax/Hyperion ISBN 0-7868-5194-5
- Ancient Rome: A Guide to the Glory of Imperial Rome (2000)
- Little Spike and Long Tail (2000)
- Goldilocks and the Three Bears (2000)
- The Leap (2001), Miramax/Hyperion ISBN 0-7868-5195-3
- The Last Siege (2003)
- The Lost Treasure of Captain Blood (2006)
- Life and Times in Ancient Rome (2008)
- La valle degli eroi (Heroes of the Valley) (2009)

### Serie
- La Tetralogia di Bartimeus
  - L'anello di Salomone (prequel, 2010)
  - L'amuleto di Samarcanda (2003)
  - L'occhio del Golem (2004)
  - La porta di Tolomeo (2005)
- Serie di Lockwood & Co.
  - La scala urlante  (2013)
  - Il teschio parlante (2014)
  - Il ragazzo vuoto (2015)
  - The Creeping Shadow (2016)
  - The Empty Grave (2017)
- Serie di Scarlett & Browne
  - La leggenda di Scarlett & Browne (2021)
  - La città di cenere (2023)

## Film e serie tv
I diritti per la creazione di un film sulla serie Lockwood & Co. erano stati inizialmente acquistati da Illumination Entertainment e Universal Pictures nel dicembre 2012. Il film, intitolato "Lockwood & Co.: The Screaming Staircase", doveva essere prodotto da Chris Meledandri, CEO di illumination Entertainment.
Il film non è mai stato realizzato e a settembre 2017 Big Talk Production ha opzionato i diritti per Lockwood & Co. con piani per produrre una serie televisiva. La serie, intitolata Lockwood & Co. è stata sviluppata da Joe Cornish per Netflix ed è stata presentata il 27 gennaio 2023.